# 윌리 브라운 (정치인)
윌리 루이스 브라운 2세(Willie Lewis Brown, Jr., 1934년 3월 20일 ~ )는 아프리카계 미국인 중에서 처음으로 샌프란시스코의 시장(1996~2004)을 지낸 미국의 정치인이다.
텍사스주 미니올라에서 태어나 흑백간의 분리된 고등학교를 졸업한 브라운은 1951년 샌프란시스코로 이주하여 샌프란시스코 주립 대학교에서 정치학 학위를 얻었다. 1955년 졸업 후에 캘리포니아 대학교의 헤이스팅즈 법대에서 법학 박사 학위를 취득하였다. 그는 몇년간 개인 영업을 하였다가, 1964년 캘리포니아주 의회에 들어갔다. 1969년에는 민주당 원내 총무가 되었다가, 1980년 주 의회의 의장이 되었다.
15년간 의장을 지내면서 그는 사람들을 관리하고 당의 억제를 유지하는 자신의 능력으로 알려졌다. 뉴욕 타임스에 의하면, 브라운은 국가에서 가장 권력있는 주의 입법자들 중의 하나가 되었다. 그의 장기적 재직권과 권력적인 지위는 1990년에 통과된 주 입법자들의 임기를 제한하는 데 캘리포니아 주의 의안 제출권 운동의 초점에 이용되었다.
1995년 선거에서 압승하여 샌프란시스코의 첫 흑인 시장이 되었다. 1996년 1월 8일 취임식을 올렸고, 시장 재직 기간은 부동산 개발, 토목 공사, 도시의 미화와 다른 대규모 도시 계획들의 현저한 증가에 의하여 주목받았다. 샌프란시스코의 경제가 빠르게 확대되고 있을 때 "돗 콤(dot-com)" 시대를 관장하였다. 브라운은 아시아인, 흑인, 라티노, 동성애자, 여성에 대한 도시의 더 심한 차별에 전임 시장들보다 더 많은 관장을 하였다고 한다.
그는 천만 달러에 의한 시채의 기금을 늘렸고, 노숙자를 먹여주는 사람들을 처벌하는 도시의 정책을 끝냈다. 2004년 임기가 끝나면서 정계에서 은퇴하였다.

## 역대 선거 결과
| 선거명      | 직책명                           | 대수 | 정당   | 1차 득표율 | 1차 득표수 | 2차 득표율 | 2차 득표수 | 결과 | 당락                   |
| ----------- | -------------------------------- | ---- | ------ | ---------- | ---------- | ---------- | ---------- | ---- | ---------------------- |
| 1964년 선거 | 하원의원 (캘리포니아 제18선거구) | 66대 | 민주당 | 59.07%     | 32,886표   |            |            | 1위  | 캘리포니아 주의원 당선 |
| 1966년 선거 | 하원의원 (캘리포니아 제18선거구) | 67대 | 민주당 | 55.64%     | 30,444표   |            |            | 1위  | 캘리포니아 주의원 당선 |
| 1968년 선거 | 하원의원 (캘리포니아 제18선거구) | 68대 | 민주당 | 64.80%     | 38,681표   |            |            | 1위  | 캘리포니아 주의원 당선 |
| 1970년 선거 | 하원의원 (캘리포니아 제18선거구) | 69대 | 민주당 | 66.74%     | 32,446표   |            |            | 1위  | 캘리포니아 주의원 당선 |
| 1972년 선거 | 하원의원 (캘리포니아 제18선거구) | 70대 | 민주당 | 76.07%     | 47,645표   |            |            | 1위  | 캘리포니아 주의원 당선 |
| 1974년 선거 | 하원의원 (캘리포니아 제17선거구) | 71대 | 민주당 | 65.47%     | 44,847표   |            |            | 1위  | 캘리포니아 주의원 당선 |
| 1976년 선거 | 하원의원 (캘리포니아 제17선거구) | 72대 | 민주당 | 67.70%     | 51,083표   |            |            | 1위  | 캘리포니아 주의원 당선 |
| 1978년 선거 | 하원의원 (캘리포니아 제17선거구) | 73대 | 민주당 | 62.95%     | 43,732표   |            |            | 1위  | 캘리포니아 주의원 당선 |
| 1980년 선거 | 하원의원 (캘리포니아 제17선거구) | 74대 | 민주당 | 60.86%     | 53,008표   |            |            | 1위  | 캘리포니아 주의원 당선 |
| 1982년 선거 | 하원의원 (캘리포니아 제17선거구) | 75대 | 민주당 | 66.84%     | 70,320표   |            |            | 1위  | 캘리포니아 주의원 당선 |
| 1984년 선거 | 하원의원 (캘리포니아 제17선거구) | 76대 | 민주당 | 70.07%     | 93,417표   |            |            | 1위  | 캘리포니아 주의원 당선 |
| 1986년 선거 | 하원의원 (캘리포니아 제17선거구) | 77대 | 민주당 | 70.59%     | 71,829표   |            |            | 1위  | 캘리포니아 주의원 당선 |
| 1988년 선거 | 하원의원 (캘리포니아 제17선거구) | 78대 | 민주당 | 69.95%     | 79,091표   |            |            | 1위  | 캘리포니아 주의원 당선 |
| 1990년 선거 | 하원의원 (캘리포니아 제17선거구) | 79대 | 민주당 | 64.20%     | 62,951표   |            |            | 1위  | 캘리포니아 주의원 당선 |
| 1992년 선거 | 하원의원 (캘리포니아 제13선거구) | 80대 | 민주당 | 69.47%     | 103,799표  |            |            | 1위  | 캘리포니아 주의원 당선 |
| 1994년 선거 | 하원의원 (캘리포니아 제13선거구) | 81대 | 민주당 | 72.95%     | 80,158표   |            |            | 1위  | 캘리포니아 주의원 당선 |
| 1995년 선거 | 샌프란시스코 시장                | 41대 | 무소속 | 34.71%     | 72,955표   | 56.68%     | 107,500표  | 1위  | 샌프란시스코 시장 당선 |
| 1999년 선거 | 샌프란시스코 시장                | 41대 | 무소속 | 38.90%     | 75,732표   | 59.61%     | 131,983표  | 1위  | 샌프란시스코 시장 당선 |